# Diopetes aucta
Diopetes aucta är en fjärilsart som beskrevs av Karsch 1895. Diopetes aucta ingår i släktet Diopetes och familjen juvelvingar. Inga underarter finns listade i Catalogue of Life.